# 17950 Grover
A 17950 Grover (ideiglenes jelöléssel 1999 JS18) a Naprendszer kisbolygóövében található aszteroida. A LINEAR projekt keretében fedezték fel 1999. május 10-én.